# Euchilia sulcata
Euchilia sulcata är en skalbaggsart som beskrevs av Olivier 1789. Euchilia sulcata ingår i släktet Euchilia och familjen Cetoniidae. Inga underarter finns listade i Catalogue of Life.